# Cyberstalking

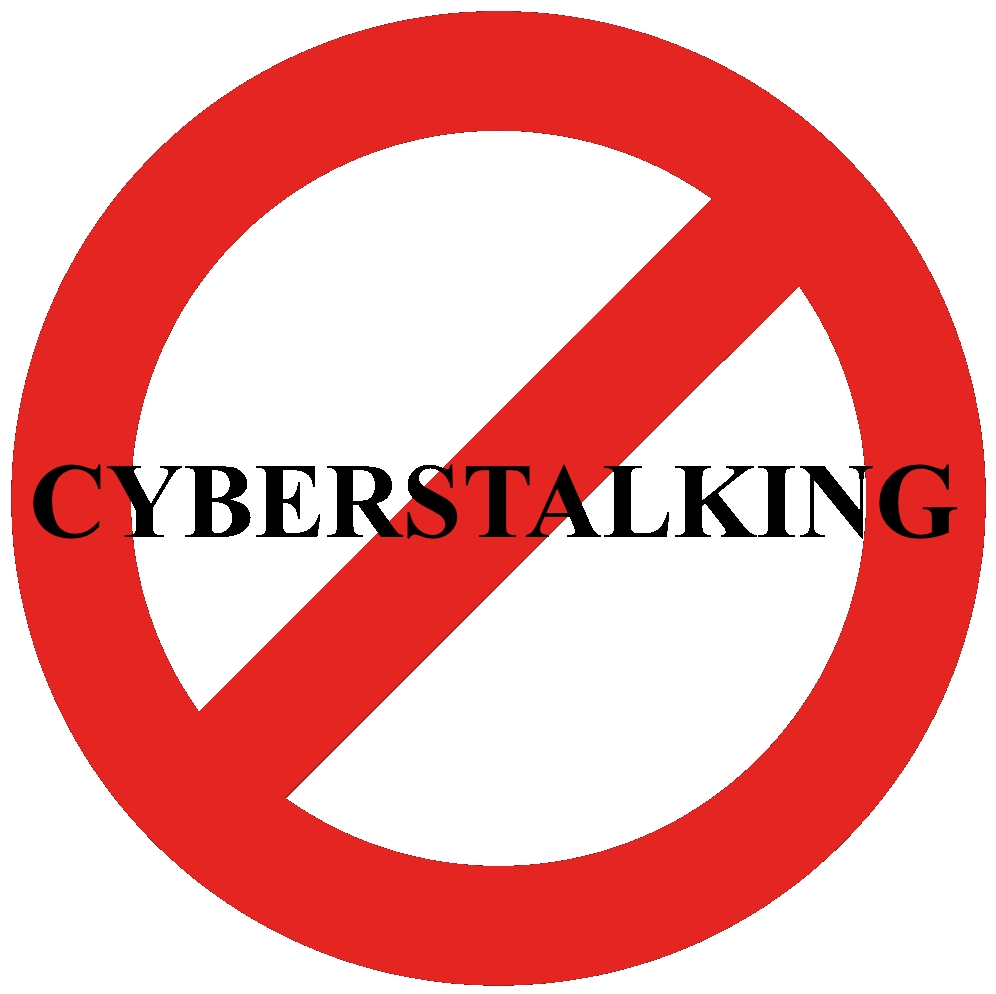
Plakat dotyczący „Cyberstalkingu”

Cyberstalking – neologizm określający zjawisko używania Internetu i innych mediów elektronicznych do nękania.
Zjawisko to jest definiowane jako cyberprzemoc popełniana przez stalkera. Sprawca jako narzędzia używa technologii informacyjnej, w szczególności Internetu, by dręczyć pojedynczą osobę, grupę osób lub całą organizację. 
6 czerwca 2011 weszła w życie poprawka do kodeksu karnego, uznająca cyberprzemoc i stalking w Polsce za czyn zabroniony (połączenie tych terminów daje pojęcie cyberstalkingu). Czyn ten podlega karze na podstawie art. 190a k.k. Osoba dopuszczająca się cyberstalkingu nazywana jest cyberstalkerem. Ofiarą cyberstalkingu padł co 12 Polak, w większości kobiety. Sprawcami były zazwyczaj osoby bliskie.